# هرمان شايفر
هرمان شايفر (بالألمانية: Hermann Schaefer)‏ هو ضابط ألماني، ولد في 12 سبتمبر 1885 في متز في فرنسا، وتوفي في 13 فبراير 1962 في كاسل في ألمانيا.